# Nikolaj Chlystov
Nikolaj Pavlovič Chlystov (in russo Николай Павлович Хлыстов?; Vyazhnevka, 10 novembre 1932 – Mosca, 14 febbraio 1999) è stato un hockeista su ghiaccio sovietico.

## Palmarès

### Olimpiadi invernali
- 1 medaglia:
  - 1 oro (Cortina d'Ampezzo 1956)